# Nicolás Falczuk
Nicolás Gastón Falczuk (Buenos Aires, Argentina; 16 de noviembre de 1986) es un futbolista argentino. Juega como delantero y actualmente se encuentra en Hapoel Tel Aviv de la Liga Leumit.

## Biografía
Nació en el seno de una familia judía. Se inició en las inferiores de Boca Juniors y luego pasaría por la Reserva de Vélez Sarfield.

## Clubes
| Club                      | País      | Año           |
| ------------------------- | --------- | ------------- |
| Deportivo Morón           | Argentina | 2007 - 2008   |
| Temperley                 | Argentina | 2008 - 2009   |
| Deportivo Morón           | Argentina | 2009 - 2010   |
| Hapoel Acre               | Israel    | 2010 - 2012   |
| Hapoel Be'er Sheva        | Israel    | 2012-2013     |
| Maccabi Petah-Tikvah F.C. | Israel    | 2014          |
| FC Ashdod                 | Israel    | 2014-2015     |
| Hapoel Ramat Gan FC       | Israel    | 2015-presente |